# Oxyde de plomb(II)
Pour les articles homonymes, voir Oxyde de plomb.
Le monoxyde de plomb de formule PbO est une poudre cristalline jaune ou rouge obtenue par chauffage du plomb en présence d'air. 
Il présente deux polymorphes : le litharge ou α-PbO (rouge) et le massicot ou β-PbO (jaune).

## Préparation
PbO peut être préparé par le chauffage du plomb en présence d'oxygène à environ 600 °C. À cette température, les autres oxydes de plomb ne se forment plus.
PbO2 –(293 °C)→ Pb12O19 –(351 °C)→ Pb12O17 –(375 °C)→ Pb3O4 –(605 °C)→ PbO
Il peut aussi être préparé par décomposition thermique du carbonate de plomb ou du nitrate de plomb(II).
2 Pb(NO3)2   →   2 PbO  +  4 NO2  +  O2
PbCO3  →  PbO  +  CO2
C'est un produit intermédiaire de la production de plomb métallique à partir de sulfure de plomb(II). La galène est réduite à haute température (environ 1 000 °C) par l'oxygène: 
2 PbS + 3 O2 → 2PbO + 2SO2.
PbO est ensuite réduit par du monoxyde de carbone pour obtenir du plomb métallique (à une température d'environ 1 200 °C) :
PbO + CO → Pb + CO2.

## Utilisation
Ce composé de plomb est utilisé dans la fabrication des plaques d'anode des accumulateurs électriques au plomb, au même titre que le minium qui lui constitue la plaque de cathode. 
Cet oxyde est également utilisé dans la fabrication du verre au plomb comme le cristal, pour la dessiccation dans les huiles et les vernis et dans la production d’insecticides.